# Архиепархия Пескара-Пенне
Архиепархия Пескара-Пенне (лат. Archidioecesis Piscariensis-Pinnensis, итал. Arcidiocesi di Pescara-Penne) архиепархия-митрополия Римско-католической церкви, входящая в церковную область Абруццо-Молизе. В настоящее время архиепархией управляет архиепископ-митрополит Томмазо Валентинетти. Викарный епископ – Джузеппе Комерлати. Почетный епископ – Франческо Куккарезе.
Клир епархии включает 197 священников (132 епархиальных и 65 монашествующих священников), 16 диаконов, 72 монаха, 398 монахинь.
Адрес епархии: Piazza dello Spirito Santo 5, 65122 Pescara.
Патронами архиепархии Пескара-Пенне являются святой Цетей (в городе Пескара) и святой Максим (в городе Пенне).

## Территория
В юрисдикцию архиепархии входят 125 приходов в 41 коммуне Абруццо: 31 в провинции Пескара, 10 в провинции Терамо и фракция Претаро в коммуне Франкавилла-аль-Маре в провинции Кьети (до 2010 года).
Все приходы объединены в 12 деканатов: Кастильоне Мессер Раймондо, Чепагатти, Черминьяно, Монтесильвано, Пенне, Пескара Чентрале, Пескара Колли, Пескара Норд, Пескара Потра Нуова, Пескара Суд, Спольторе e Торре де Пассери.
Кафедра епископа находится в городе Пескара в церкви Святого Цетея, в городе Пенне находится сокафедральный Собор Святого Максима. Собор Святого Цетея, освященный в честь Святого Цетея и Всех святых Пап, является храмом национального примирения, так, как он был построен в 1933 году по случаю подписания Латеранских соглашений. Собор в Пенне освящен в честь Святого Максима, чьи мощи покоятся в храме с 868 года.
В состав митрополии (церковной провинции) Пескары-Пенне входят:
- Архиепархия Пескара-Пенне;
  - Епархия Терамо-Атри.

## История
В кафедра в Пенне известна с V века, но первые письменные свидетельства о ней относятся к эпохе Каролингов. По преданию, основателем кафедры был Патрас, ученик Иисуса Христа.
15 марта 1252 года епархия была объединена с епархией Атри буллой Licet ea Папы Иннокентия IV.
1 июня 1526 года Папа Климент VII буллой Super Universas преобразовал её в викариатство епархии Кьети. В 1539 году, по просьбе Маргариты Австрийской, герцогини Пенне, Папа Павел III переподчинил епархию обратно напрямую Святому Престолу.
После основания города Пескара, 1 июля 1949 года Папа Пий XII буллой Dioecesium circumscriptiones присоединил часть епархии Пенне к епархии Кьети, а епархия Атри вошла в состав епархии Терамо. Реорганизованная таким образом, епархия получила новое название епархии Пенне и Пескары, оставшись в прямом подчинении Святому Престолу.
2 марта 1982 года буллой Ad maiorem quidem Папы Иоанна Павла II, статус епархии был повышен до архиепархии-митрополии с новым названием – архиепархия Пескара-Пенне.
31 мая 2010 года приход Марии Святейшей Матери Божьей во фракции (селе) Претаро, в коммуне Франкавилла-аль-Маре был включен в состав архиепархии Кьети-Васто.

## Ординарии епархии
| - святой Патра (I век); - Роман (499 — 504); - Амедей (817 — 835); - Гарибальд I (840); - Иаков (844); - Гиральд (868); - Эламанн или Эльмоин (872); - Гримоальд или Гарибальд (873); - Гайдольф (962); - Иоанн (963); - Джованни Фалертано (1037); - Берардо (1055); - Пампо и Эриберт (1061); - Гримоальдо (1115); - Одоризио; - Гримоальдо (1122)); - Одоризио (1160 ? — 1189); - Оттоне из Лорето и Конверзано (1190); - Берардо Райнензе; - Гвальдерико (1198 — 1215); - Анастазио ди Венанцио (1216 — 1217); - Гвальтьеро — бенедиктинец; - Бероальдо и Джованни из Пенне (1252 — 1264); - Гвальтьеро (1264); - Бероальдо (1268); - Леонардо да Сиена (1301); - Бернардо Лючии (1302 — 1321) — сервит; - Раймондо (1321 — 1324) — бенедиктинец; - Гульельмо да Сан Витторе (1324 — 1326); - Никколо (1352) — цистерцианец; - Марко Ардингелли (1352 — 1360) — доминиканец; - Джойозо де Кьявелли (1360); - Барнаба Маласпина (1370 — 1380) — назначен архиепископом Пизы; - Агостино да Ланчано (1380 — 1390) — назначен архиепископом Перуджи; - Пьетро Альбертини (1385) — антиепископ; - Пьетро Сталья (1391 — 1393) — доминиканец; - Антонио Петруччи (1393 — 1411); - Пьетро ди Кастельвеккьо (1411 — 1413) — францисканец; - Джакомо Де Турдис (1413 — 1415); - Дельфино Нанни Гоццадини (1419 — 1433) — цистерцианец, назначен епископом Фоссомброне; | - Джованни да Палена (1433 — 1454) — назначен епископом Орвьето; - Джакомино Бенедетти (1454); - Амико Бонамичиция (1456 — 1462); - Антонио Проби (1463 — 1482); - Тройло д'Аньезе (1482 — 1483) — назначен епископом Телезе; - Маттео Гвидичи (1483 — 1495); - Фелино Сандей (1495 — 1502); - Никколо Пикколомини (1502 — 1503); - Джованни Баттиста Валентини-Канталичо (1503 — 1514); - Валентино Валентини-Канталичо (1515 — 1550); - Леонелло Чибо (1551 — 1554); - Томмазо Контуберио (1554 — 1561); - Джакомо Гвиди (1561 — 1568); - Паоло Одескальки (1568 — 1572); - Джамбаттиста де Бенедиктис (1572 — 1591); - Орацио Монтани (Монтано) (1591 — 1598) — назначен архиепископом Арля; - Томмази Бальбани (1599 — 1621); - Сильвестро Андреоцци (1621 — 1648); - Франческо Маззуччи (1648 — 1656); - Эзуперанцио Раффаэлли (1661 — 1668); - Джузеппе Спинуччи (1668 — 1695); - Винченцо Мария де Росси (1696 — 1698) — францисканец-конвентуал; - Фабрицио Маффеи (1698 — 1723); - Франческо Антонио Буссолини (1723 — 1746) — целестинец; - Инноченцо Горгони (1746 — 1755) — целестинец; - Дженнаро Перрелли (1755 — 1761); - Джузеппе Мария де Леоне (1762 — 1779); - Бонавентура Кальканьини (1779 — 1797); - Никколо Франческо Франки (1805 — 1815); - Доменико Риччардоне (1818 — 1845); - Винченцо д'Альфонсо (1847 — 1880); - Луиджи Мартуччи (1880 — 1889); - Джузеппе Мортичелли (1890 — 1906); - Раффаэле Пирас (1906 — 1911); - Карло Пенса (1912 — 1948); - Бенедетто Фалькуччи (1949 — 1959); - Антонио Йаннуччи (1959 — 1990); - Франческо Куккарезе (1990 — 2005); - Томмазо Валентинетти (с 4 ноября 2005 года — по настоящее время). |  |

## Статистика
На конец 2004 года из 298 000 человек, проживающих на территории епархии, католиками являлись 292 000 человек, что соответствует 98% от общего числа населения епархии.
| год  | население | население | население | священники | священники        | священники         | священники                           | постоянные диаконы | монахи  | монахи  | приходы |
| год  | католики  | всего     | %         | всего      | белое духовенство | черное духовенство | число католиков на одного священника | постоянные диаконы | мужчины | женщины | приходы |
| ---- | --------- | --------- | --------- | ---------- | ----------------- | ------------------ | ------------------------------------ | ------------------ | ------- | ------- | ------- |
| 1950 | 234.500   | 235.000   | 99,8      | 171        | 102               | 69                 | 1.371                                |                    | 69      | 150     | 71      |
| 1970 | 270.000   | 270.500   | 99,8      | 165        | 115               | 50                 | 1.636                                |                    | 60      | 440     | 103     |
| 1980 | 255.300   | 255.900   | 99,8      | 159        | 131               | 28                 | 1.605                                | 1                  | 36      | 426     | 120     |
| 1990 | 274.400   | 275.600   | 99,6      | 205        | 138               | 67                 | 1.338                                | 7                  | 85      | 402     | 139     |
| 1999 | 292.680   | 298.680   | 98,0      | 206        | 139               | 67                 | 1.420                                | 14                 | 76      | 395     | 126     |
| 2000 | 292.000   | 298.000   | 98,0      | 212        | 147               | 65                 | 1.377                                | 15                 | 72      | 403     | 126     |
| 2001 | 292.000   | 298.000   | 98,0      | 208        | 143               | 65                 | 1.403                                | 15                 | 72      | 398     | 126     |
| 2002 | 292.000   | 298.000   | 98,0      | 205        | 140               | 65                 | 1.424                                | 15                 | 72      | 398     | 126     |
| 2003 | 292.000   | 298.000   | 98,0      | 201        | 136               | 65                 | 1.452                                | 16                 | 72      | 398     | 126     |
| 2004 | 292.000   | 298.000   | 98,0      | 197        | 132               | 65                 | 1.482                                | 16                 | 72      | 398     | 126     |

## См.также
- Пескара
- Собор Святого Цетея (Пескара)
- Собор Святого Максима (Пенне)